# 肯尼·哈里森
肯尼·哈里森（英語：Kenny Harrison，1965年2月13日—），美国男子田径运动员，主攻三级跳远。他曾代表美国参加1996年夏季奥林匹克运动会田径比赛，获得男子三级跳远金牌。